# Лук (растение)
Лук (лат. Allium, «чеснок») — род двулетних и многолетних травянистых растений, относимых к подсемейству луковые (Allioideae) семейства амариллисовые (Amaryllidaceae) порядка спаржецветные (Asparagales) (ранее относили к лилейным).
В роду, по данным сайта The Plant List, более 900 видов, которые естественно произрастают в северном полушарии. Представители рода растут на лугах, в степи, лесах.
Большой вклад в систематику растений рода внес Эдуард Регель, который опубликовал две монографии (1875, 1887), где упоминалось более 250 видов, ранее не описанных.

## Название
Научное латинское название, данное Карлом Линнеем, — лат. allium — происходит от латинского названия чеснока, которое, в свою очередь, вероятно, связано с кельтским словом all — «жгучий»; по другой версии, оно происходит от лат. halare — «пахнуть».
Русское слово «лук» имеет соответствия в других славянских языках — болгарское лук, хорватское luk. Наиболее предпочтительным считается толкование названия растения как исконного слова, от того же корня, что нем. Lauch, др.-исл. laukr и т. д. (от индоевроп. *leug «гнуть, изгибать(ся)»), или родственного «луч, луна», др.-греч. leukos «белый» (от индоевроп. *leuk-/louk- «светить»).
По другой версии, происхождение слова прослеживается из праславянского, где представляет собой заимствование из какого-то германского языка, от *lauka- — «лук».

## Ботаническое описание

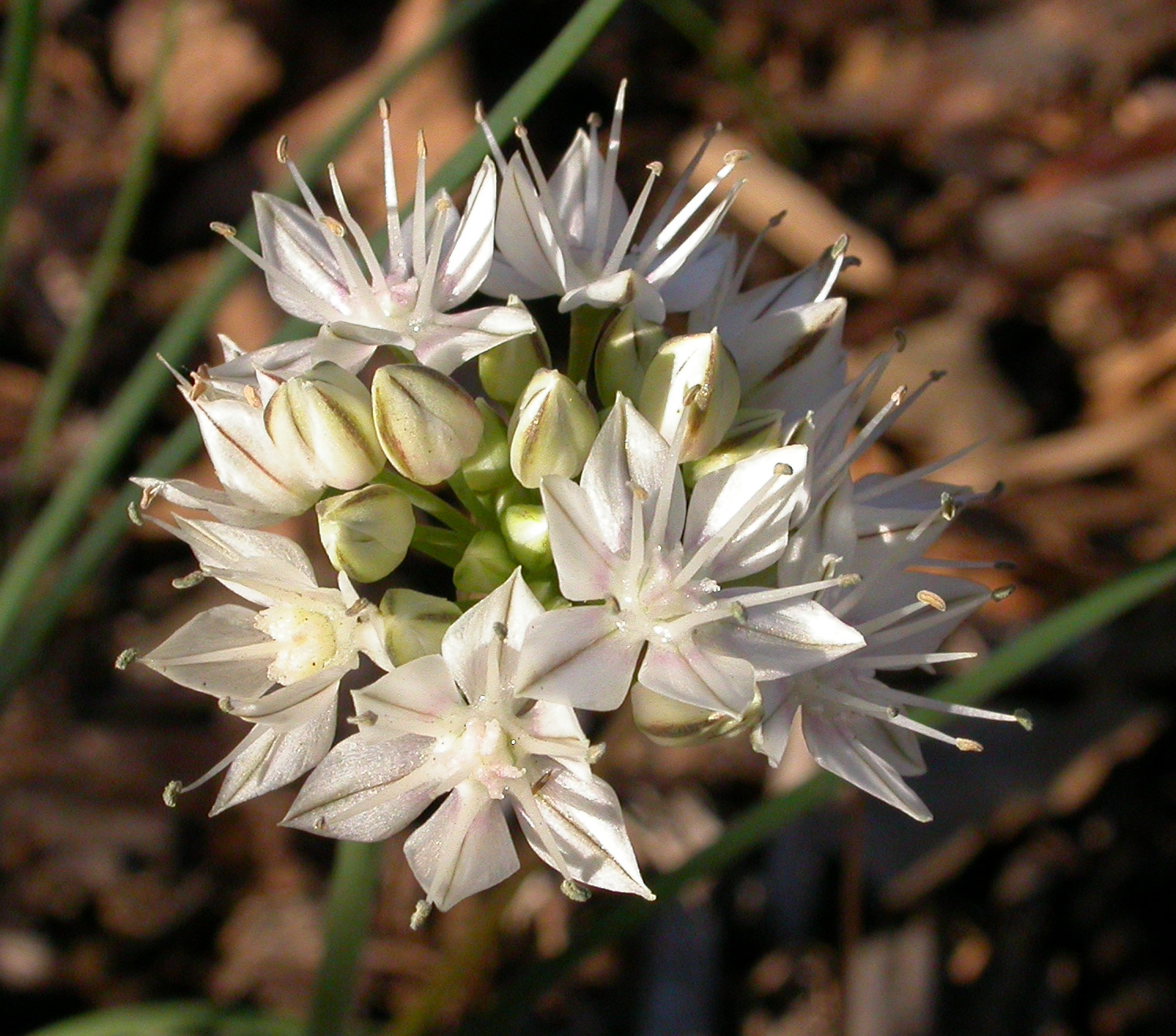
Мелкие цветки собраны в соцветия

Многолетние (культурные виды иногда двулетние) луковичные или с почти неразвитыми луковицами травянистые растения, некоторые — с резким луковым (или чесночным) запахом и вкусом.
Представители рода имеют большую сплюснуто-шаровидную луковицу, покрытую красноватыми, белыми или фиолетовыми оболочками.
Листья линейные или ремневидные, прикорневые, дудчатые, цветонос толстый, до 1 м в высоту, вздутый.
Цветки мелкие, невзрачные, располагаются на длинных цветоножках, собраны в зонтиковидные соцветия, в молодости заключённые в чехол, которые у некоторых видов достигают 40 см в диаметре. Околоцветник из свободных или более-менее спаянных листочков, с 6—7 жилками, обычно после цветения неопадающих, изменяющихся или неизменяющихся. Тычинки в числе 6, между собой и с околоцветником более-менее сросшиеся. Пыльники прикреплены у спинки. Завязь трёхгнёздная или одногнёздная, с шестью или многими семяпочками. Столбик прикреплён у основания венчика, остающийся. Цветёт в июне-августе.
Семена угловатые или круглые. Плодоносит в августе-сентябре.

## Химический состав
Луковицы содержат азотистые вещества (до 2,5 %), различные сахара (10—11 %) (глюкозу, фруктозу, сахарозу, мальтозу), полисахарид инулин, фитин, флавоноид кверцетин и его глюкозиды, жиры, различные ферменты, соли кальция и фосфора, фитонциды, лимонную и яблочную кислоты, витамины A A (3,75 мг%), B1 (60 мг%), B2 (50 мг%), PP (0,20 мг%), C (10,5—33 мг%).
Резь в глазах и слезотечение при резке лука вызывается вследствие наличия в клетках луковицы аминокислот, содержащих сульфоксидные группы и ферментов. При нарушении целостности клеток и их структурных элементов, аминокислоты под действием ферментов и их взаимодействий превращаются в 1-пропенсульфеновую кислоту, которая в свою очередь при взаимодействий с ферментами превращается в летучее соединение — 1-сульфинилпропан. Попадая на слизистую оболочку глаз, он взаимодействует со слёзной жидкостью, в результате чего образуется в небольших количествах серная кислота, которая и вызывает раздражение слизистой.

## Хозяйственное значение и применение

### Пищевое применение
Из-за вкусовых и ароматических качеств некоторые виды лука давно введены в культуру, но во многих местностях население употребляет в пищу и дикие виды. К ним относятся: Лук странный (Allium paradoxum), Лук песчаный (Allium sabulosum), Шнитт-лук (Allium schoenoprasum), Лук скаловый (Allium saxatile) и др. Но особенно широко используются широколистные Лук победоносный (Allium victorialis) и Лук медвежий (Allium ursinum), часто объединяемые под общим названием «черемша», а также близкие к культурным Лук алтайский (Allium altaicum), Лук Ошанина (Allium oschaninii), Лук пскемский (Allium pskemense). 
К середине XX века в России были широко известны также съедобные виды Лук угловатый (Allium angulosum), Лук круглый (Allium rotundum), Лук огородный (Allium oleraceum), Лук круглоголовый (Allium sphaerocephalon). В Забайкалье луки Стеллера и стареющий заготовляют впрок и едят свежими, солёными или сушёными. В Средней Азии используют также луковицы и листья луков молочноцветного, Вавилова. Богаты витамином C (до 5330 мг%) листья лука гигантского, растущего в горном Туркменистане. На альпийских лугах Тянь-Шаня и Памиро-Алая растёт Лук Федченко; местное население употребляет его в пищу сырым или для начинки пирогов. Там же растёт Лук однобратственный, листья, луковицы и стебли которого идут в пищу. Съедобны листья и луковицы лука голубого. На Кавказе едят листья луков тёмнофиолетового, круглого, круглоголового и других.
Зелёный лук — собирательное кулинарное и обиходное наименование луков, у которых в пищу употребляется надземная (травянистая), а не подземная (луковица) часть. 

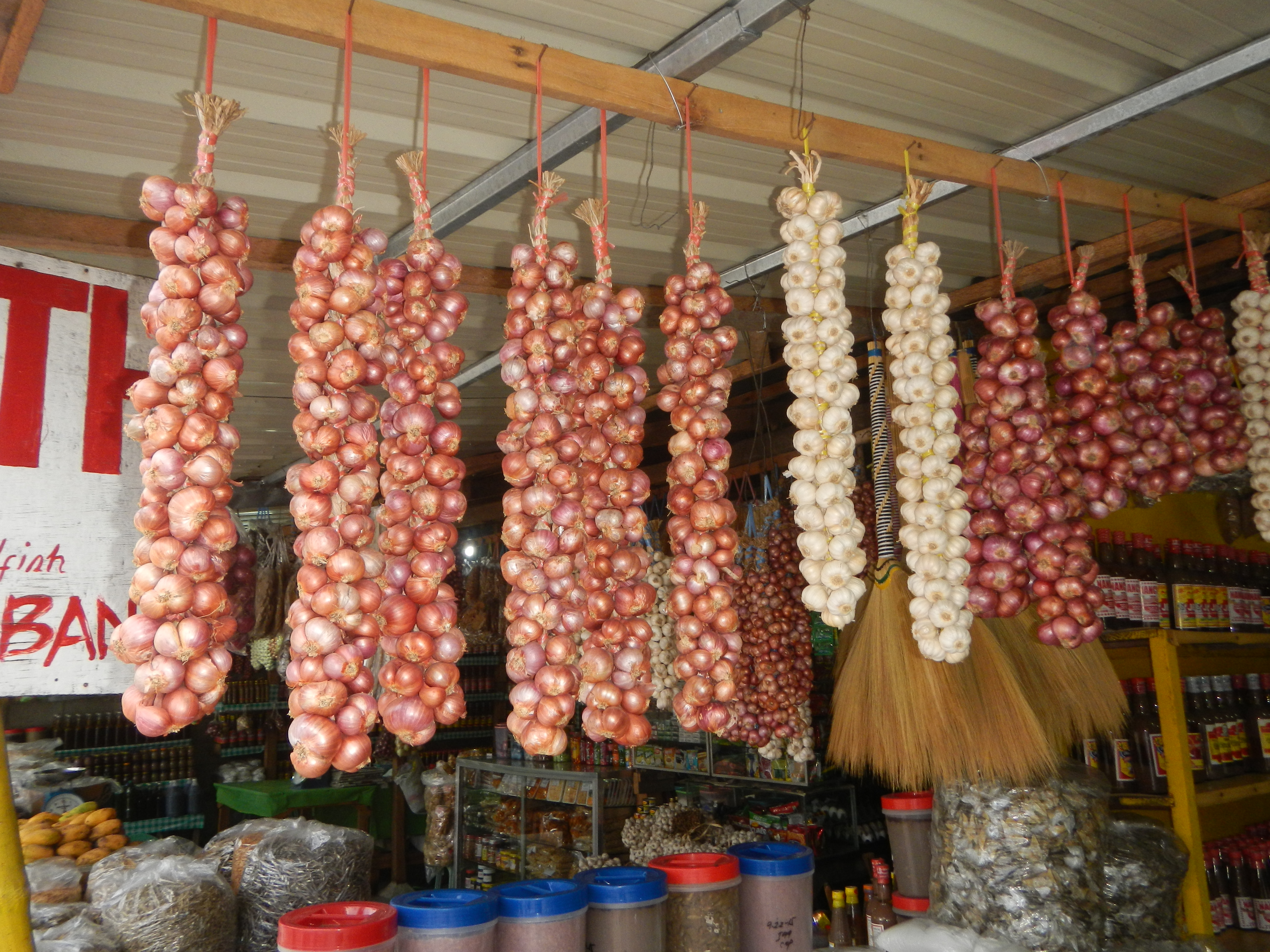
Провинция Пангасинан, Филиппины
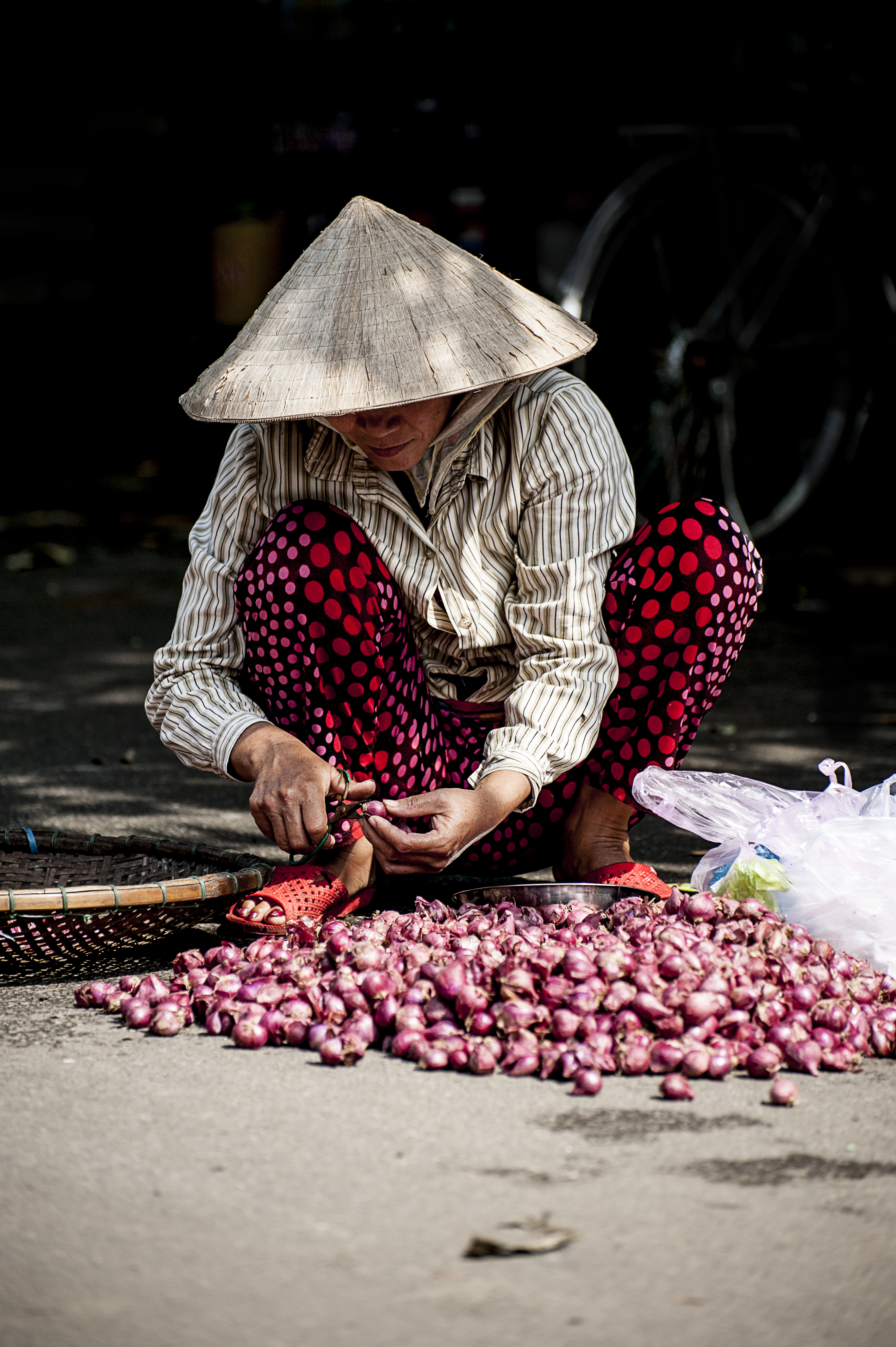
Женщина с луком. Вьетнам
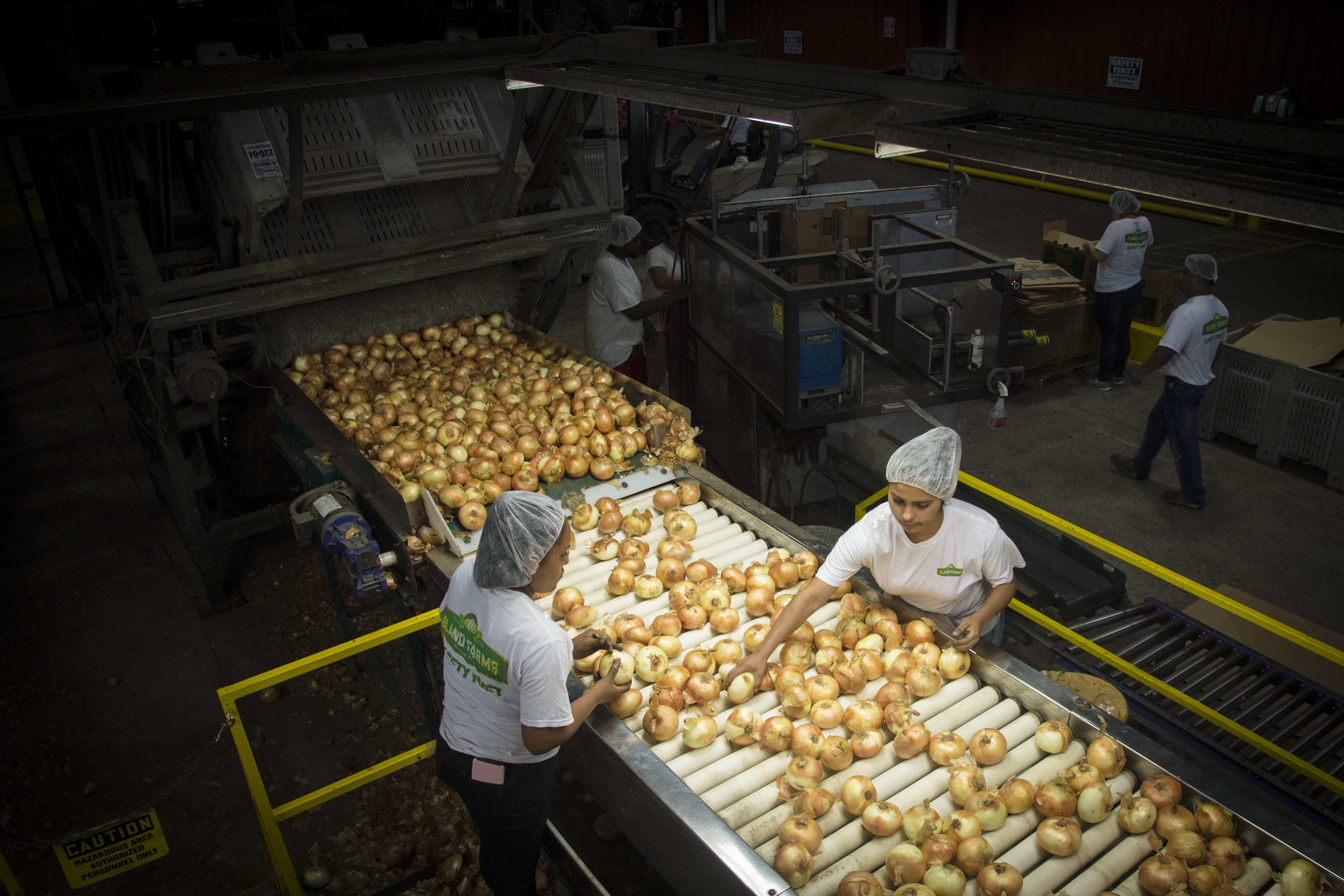
Рабочие перерабатывают лук на ферме Бланд в Гленвилле,  Джорджия
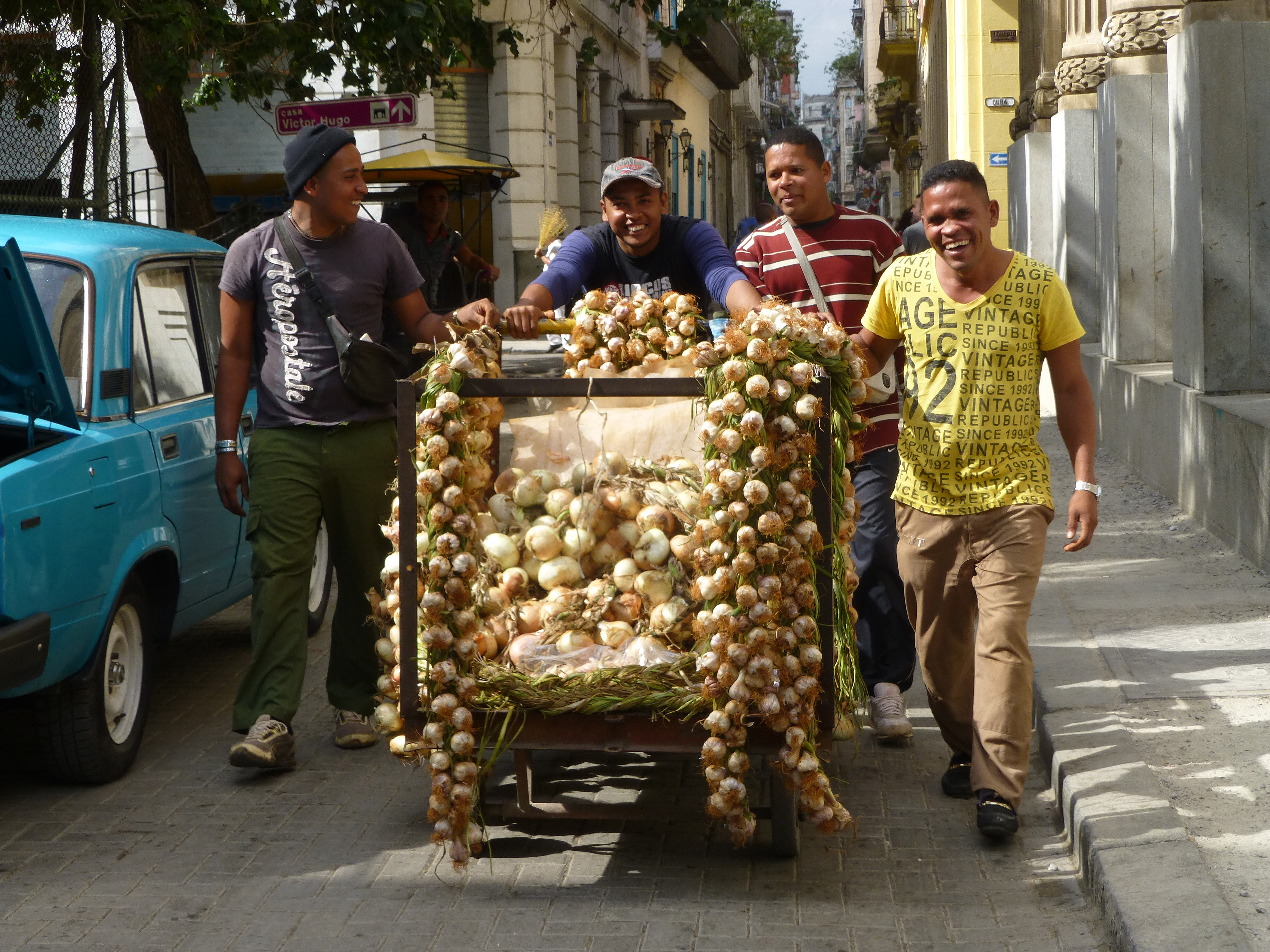
Продавцы лука. Гавана, Куба
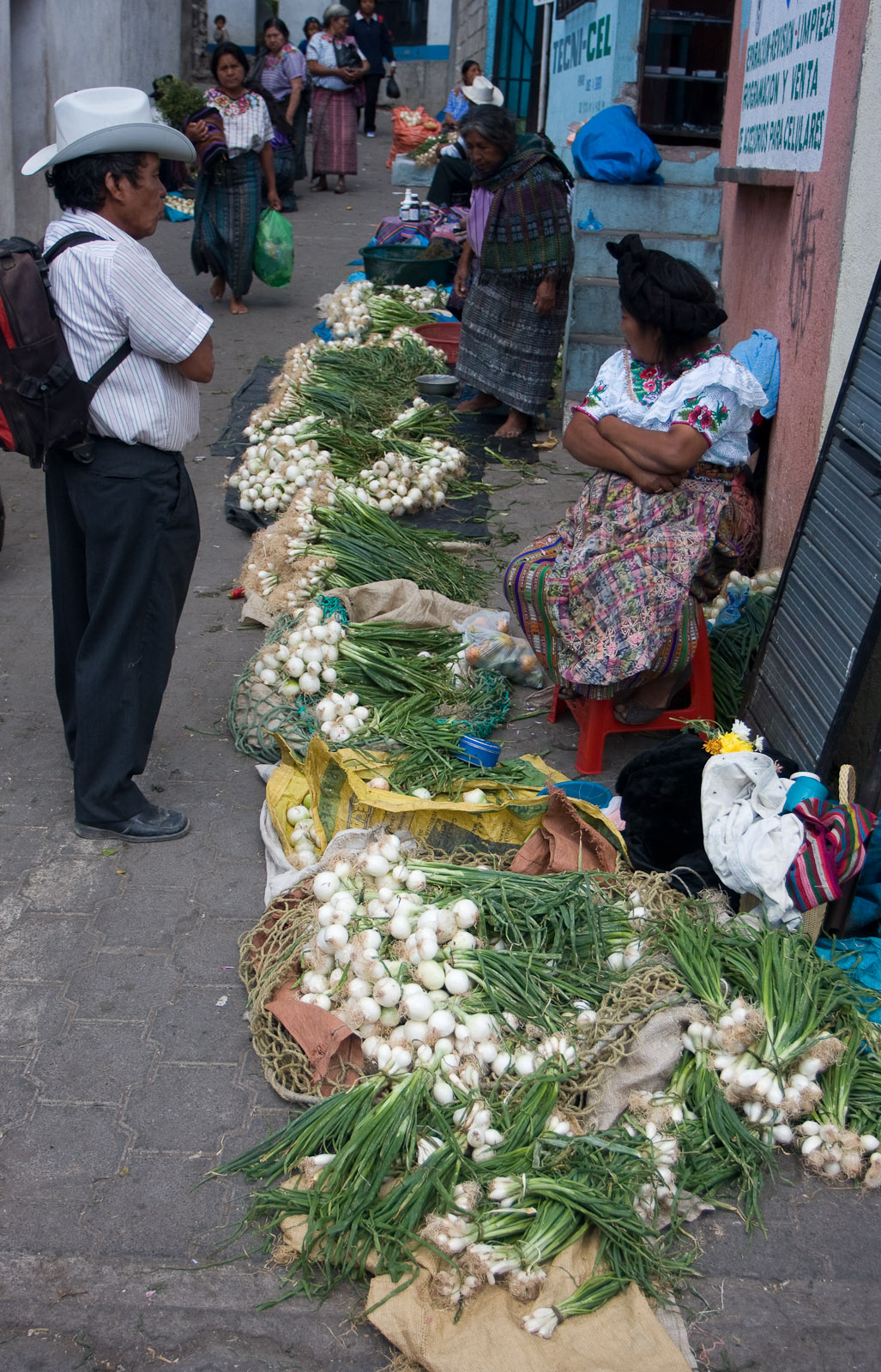
Торговля зелёным луком. Сантьяго
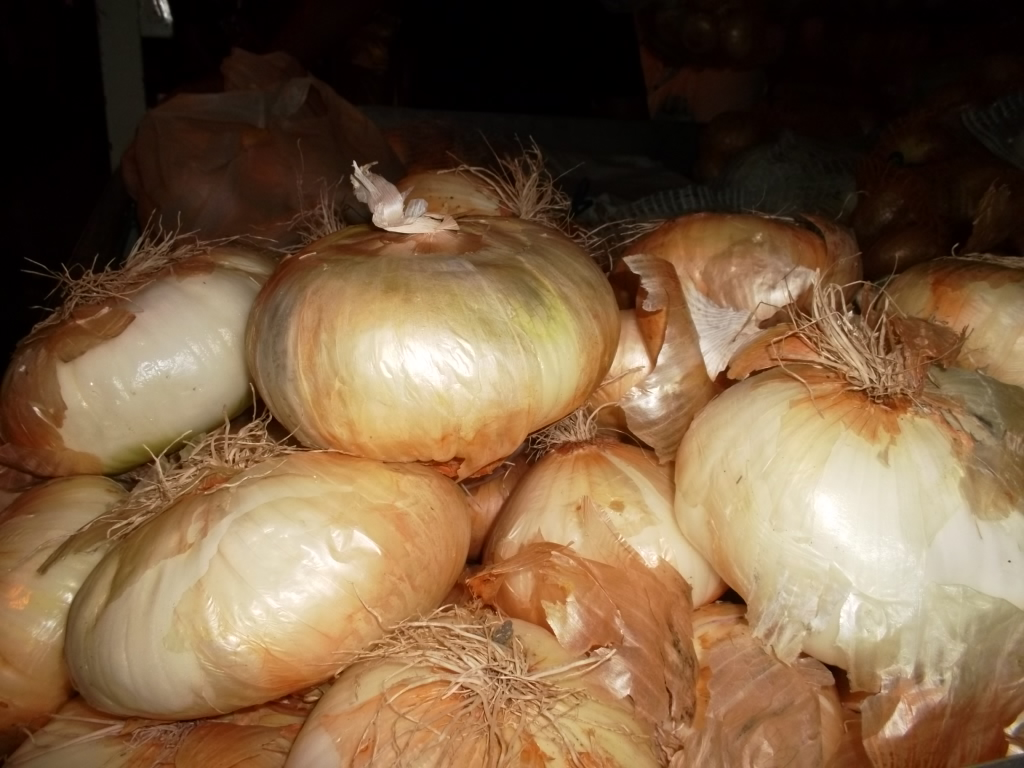
Cipolla di Giarratana[англ.] — сицилийский сорт лука с луковицами до 3,5 кг
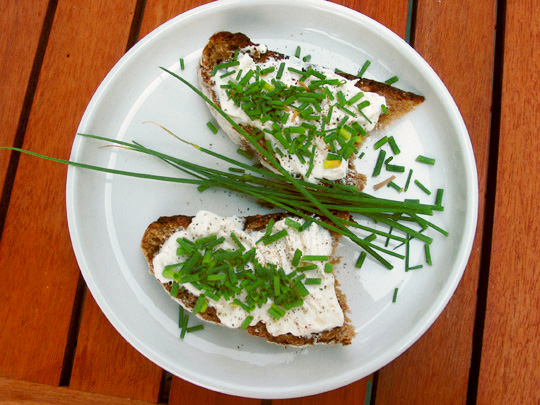

### Декоративное растениеводство
Многие виды луков используются как ценные декоративные растения. Их применяют для посадок пятнами среди газона, на рабатки и альпийске горки, а также для срезки. Среди них наиболее эффектны Лук гигантский (Allium giganteum) и Лук Христофа (Allium christophii). Весьма декоративны Лук горолюбивый (Allium oreophilum) с багряными цветками, Лук Шуберта (Allium schubertii) с курчавыми сизыми листьями, Лук стебельчатый (Allium stipitatum). 

Луки медвежий, нарциссоцветный, золотистый (моли), победный и странный лучше растут на полутенистых влажных местах, остальные — на солнечных с умеренным увлажнением.

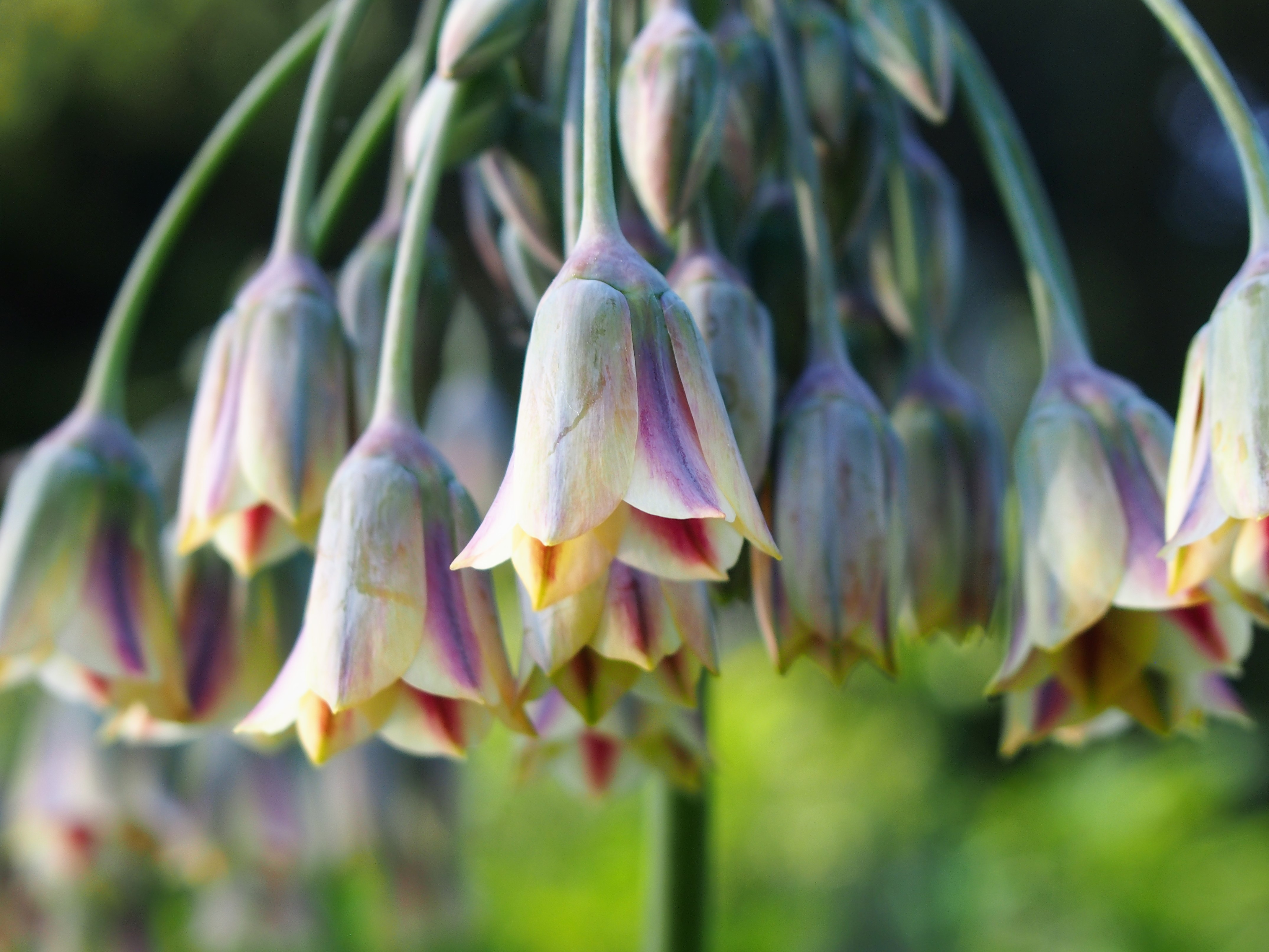
Лук сицилийский выращивают на срезку или как декоративное садовое растение
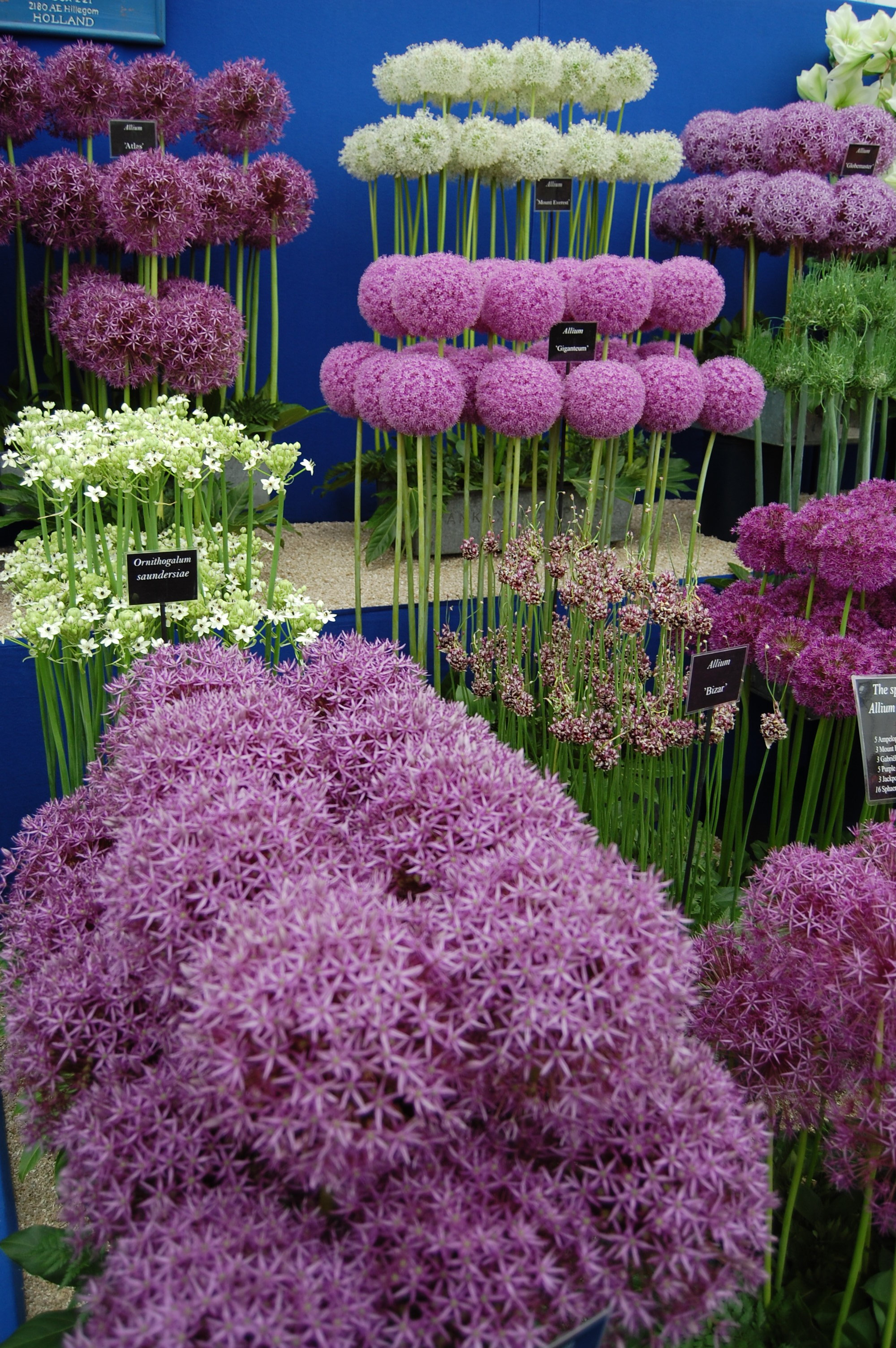
Экспозиция культиваров луков на выставке BBC Gardeners' World

### Прочее значение
На пастбищах луки нежелательны, так как придают молоку съевших их животных неприятный привкус.
Некоторые виды лука — лекарственные, красильные, медоносные растения, иные применяются в народной медицине, например, среднеазиатские луки каратавский и Суворова применяют при лёгочных заболеваниях, а также в фармацевтике и косметологии.
Есть сведения о ядовитости некоторых растений рода.

## Экология
В связи с изменением среды обитания под влиянием хозяйственной деятельности человека, а также употребления луковиц в пищу, происходит сокращение природных местонахождений луков. Так, Лук дернистый (Allium caespitosum) был включён в Красную книгу СССР и сохранился на территории бывшего СССР, возможно, только в пограничных с Китаем районах в долине Чёрного Иртыша. Лук низкий (Allium pumilum) включён в Красные книги России и Республики Алтай, это растение было найдено лишь однажды на плато Укок и, возможно, уже исчезло.

## Виды лука
Род насчитывает немногим менее 1000 видов.
Луки условно можно разделить на съедобные и декоративные, хотя некоторые из них попадут в обе категории.
Из съедобных луков наиболее известны следующие виды:
- Allium cepa L. — Лук репчатый
- Allium fistulosum L. — Лук-батун, или Дудчатый лук, или Татарка
- Allium ascalonicum L. — Лук-шалот [syn.  Allium hierochuntinum Boiss.]
- Allium nutans L. — Лук-слизун, или Лук поникающий
- Allium moly L. — Лук моли
- Allium porrum L. — Лук-порей
- ×Allium proliferum (Moench) Regel — Лук многоярусный, или Лук рогатый, или Лук египетский, или Лук живородящий
- Allium ramosum L. — Лук ветвистый, или Джусай, или Лук дикий, или Лук китайский [syn.  Allium odorum L. — Лук душистый, или Лук пахучий]
- Allium sativum L. — Чеснок
- Allium schoenoprasum L. — Лук скорода, или Шнитт-лук, или резанец [syn.  Allium sibiricum L. — Лук сибирский]
- Allium ursinum L. — Черемша, или Лук медвежий, или Дикий чеснок

Декоративные луки (аллиумы)
- Allium aflatunense — Лук афлатунский
- Allium cernuum — Лук склонённый
- Allium cristophii — Лук Христофа
- Allium flavum — Лук жёлтый
- Allium hollandicum — Лук голландский
- Allium giganteum — Лук исполинский
- Allium karataviense — Лук каратавский
- Allium macleanii — Лук Маклеана
- Allium oreophilum — Лук горолюбивый
- Allium regelii — Лук Регеля
- Allium sphaerocephalon — Лук круглоголовый
- Allium siculum — Лук сицилийский
- Allium shubertii — Лук Шуберта
- Allium stipitatum — Лук стебельчатый
- Allium suworowii — Лук Суворова

## Сорта
- 'Mount Everest'. Декоративный лук с крупными белыми цветками и длинными стрелками, вырастающими до 120 см. Листья сохраняются зелёными долгое время. Сферические зонтики диаметром 15 см состоят из нескольких десятков белых звездчатых цветков. Среди узких лепестков ярко выделяются зелёные завязи. Срезанные соцветия используют для составления букетов[15].
- 'Purple Sensation'. Широко известная садовая форма декоративного лука гибридного происхождения. Цветки тёмно-пурпурные, чашевидные. Представители этого сорта проявляют изменчивость, поскольку воспроизводятся семенами. Высота до 70 см, стебли слегка ребристые, листья шириной до 4 см[15].

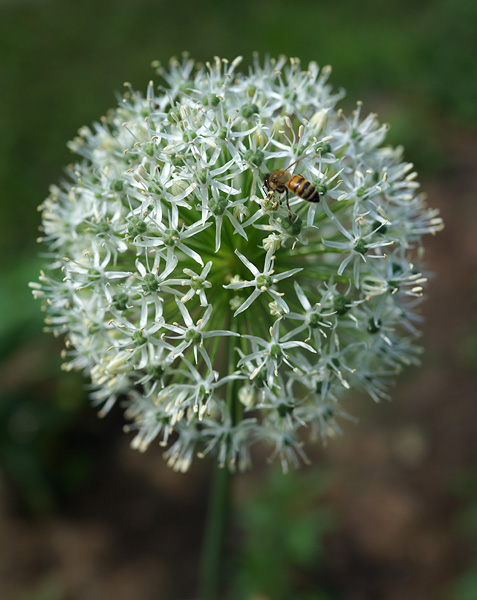
'Mount Everest'
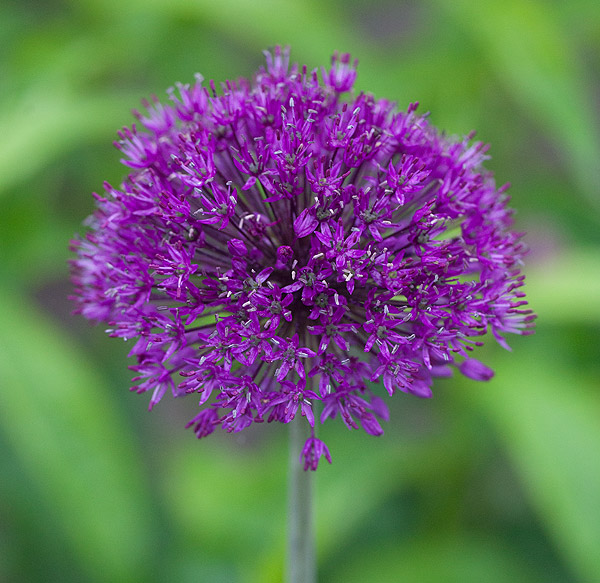
'Purple Sensation'
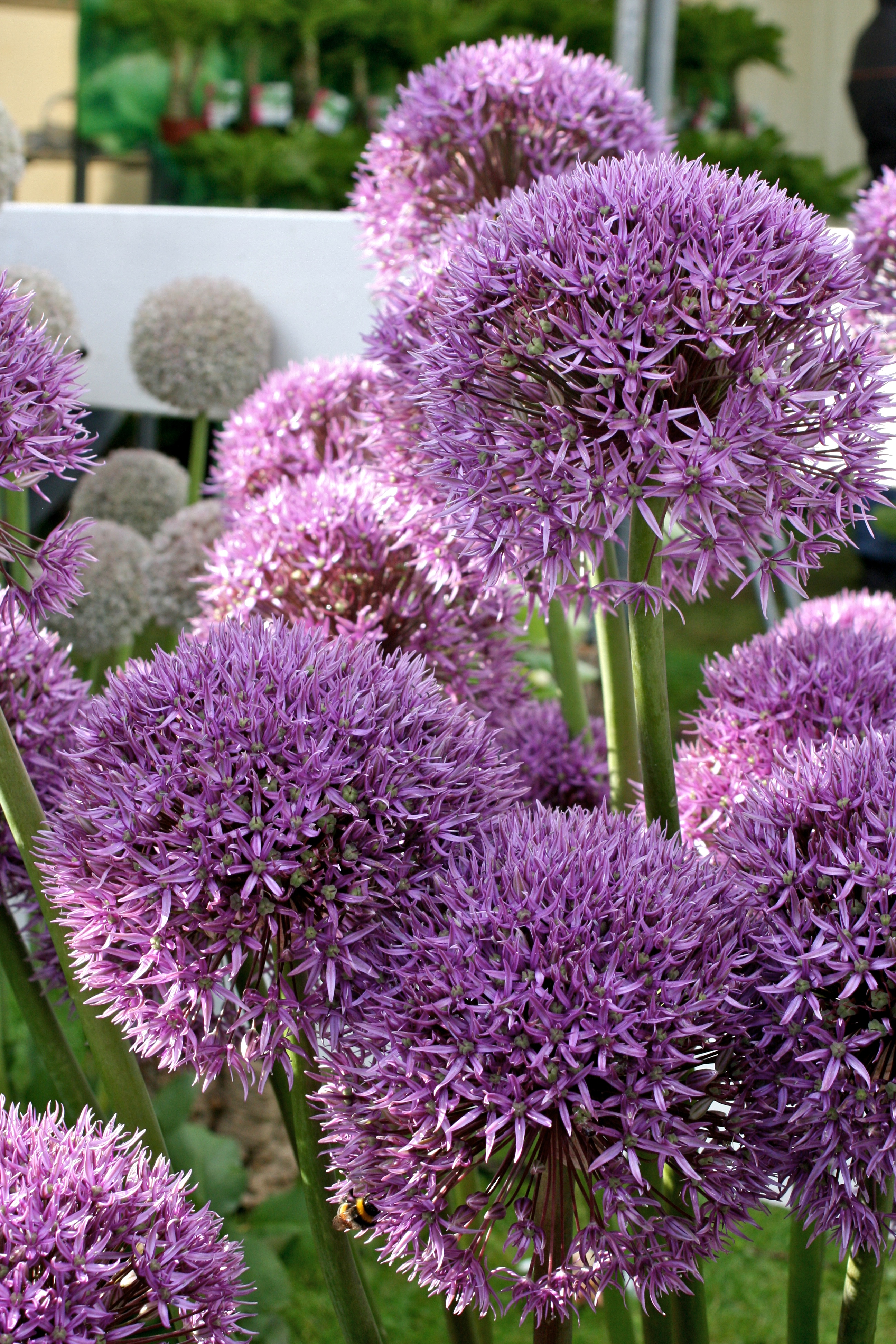
'Pinball Wizard'
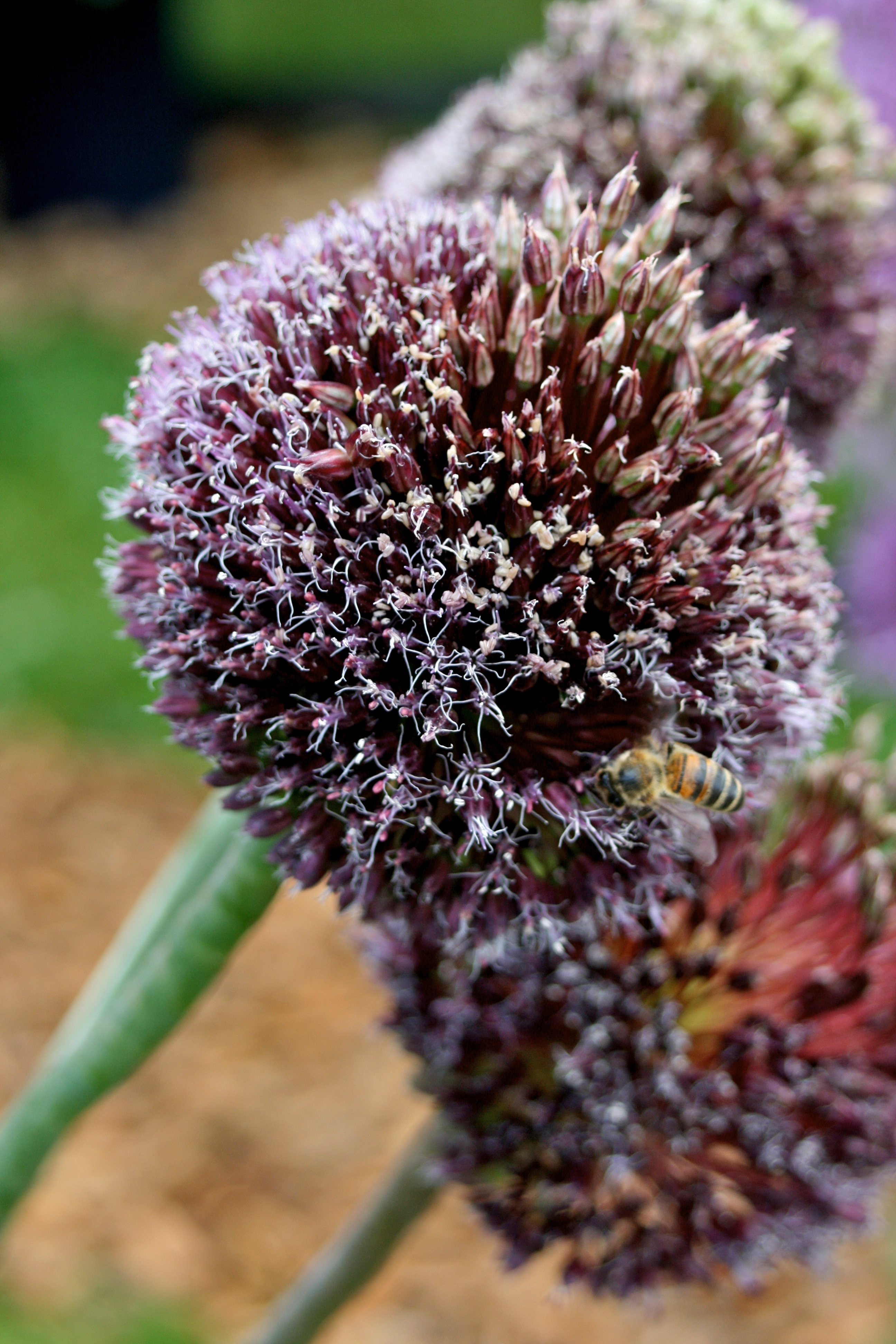
'Forelock'
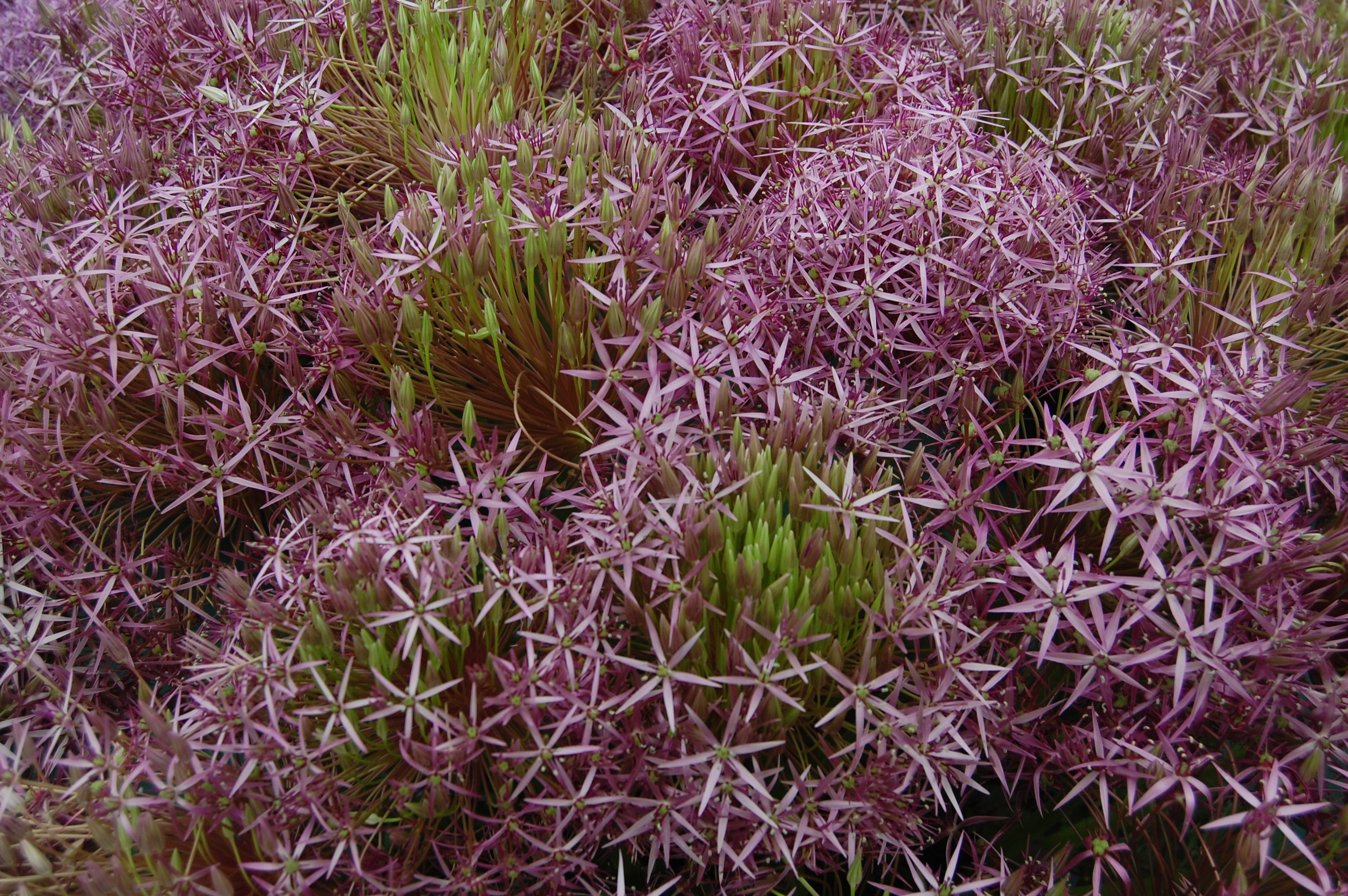
'Utopia'
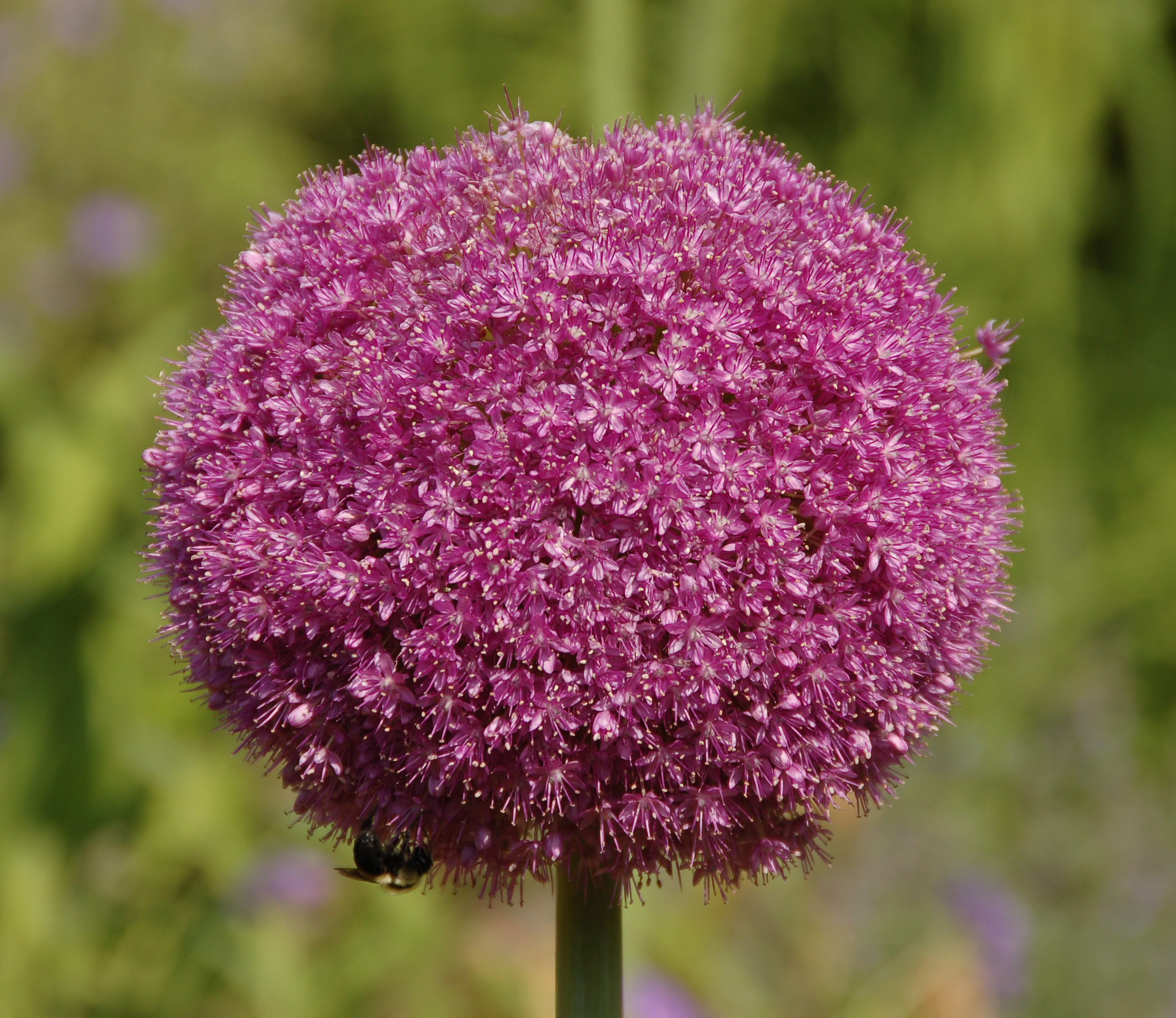
'Lucy Ball'
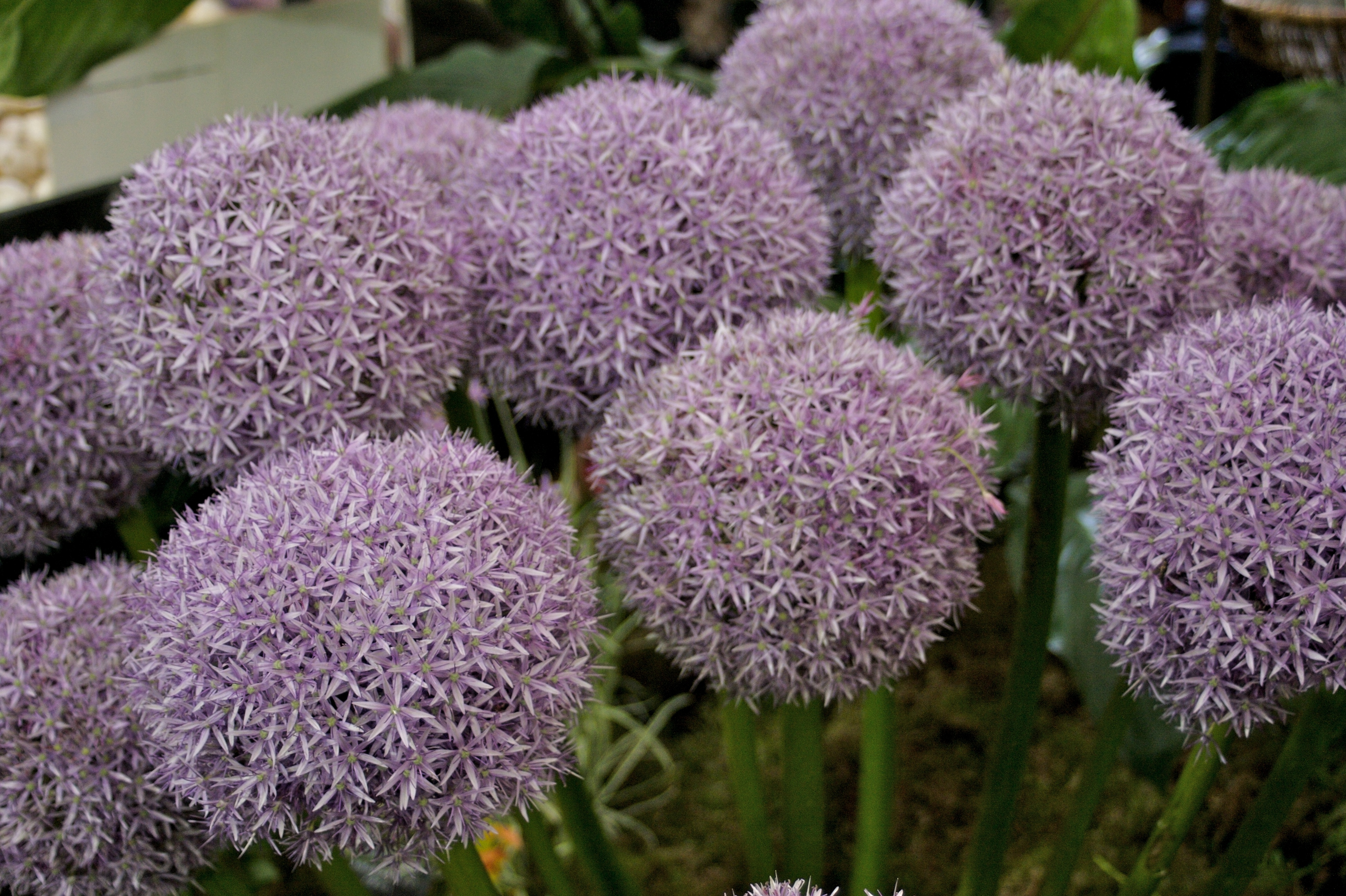
'Globemaster'